# جزر ذهبي
جزر ذهبي (الاسم العلمي:Daucus aureus) هو نوع من النباتات يتبع جنس الجزر من الفصيلة الخيمية.